# Polský klub
Polský klub (polsky Koło Polskie, německy Polenclub) byla parlamentní skupina na Říšské radě reprezentující v 2. polovině 19. století polskou populaci Rakouska-Uherska, respektive Předlitavska.

## Historie
Polský klub se utvořil v 60. letech 19. století v souvislosti s obnovením ústavního způsobu vlády v Rakousku. Sdružoval převážnou většinu polských poslanců z Haliče. Od roku 1868 byl jeho předsedou Kazimierz Grocholski. Poláci v té době odmítali podobně jako Češi nebo německorakouští konzervativci centralistický koncept rakouského státu. Byli oponenty dualistického rakousko-uherského vyrovnání a požadovali autonomii pro Halič. Polský klub nebyl moderní stranickou organizací, ale volným sdružením jednotlivých politických osobností. V jeho rámci existovalo několik skupin, například konzervativní velkostatkáři z východní Haliče, tzv. podolacy nebo konzervativci ze západní Haliče, tzv. stańczycy.
Po volbách do Říšské rady roku 1879 se Polský klub, společně s Českým klubem a Stranou práva (Hohenwartův klub) začaly podílet na vládě Eduarda Taaffeho a na dobu více než 10 let utvořily silnou a stabilní provládní většinu.
Od konce 19. století se jednoznačná dominance Polského klubu mezi poslanci zvolenými Haliči postupně ztrácela, protože i v Haliči díky rozšiřování volebního práva a růstu nových ideologicky a stavovsky definovaných politických subjektů vznikalo pluralitní stranické spektrum. Po volbách do Říšské rady roku 1897 tak měla své poslance v Říšské radě i mimo Polský klub stojící Polská lidová strana. Několik mandátů získala i křesťansko sociální skupina okolo Stanisława Stojałowského. Na východě Haliče rovněž získávali mandáty představitelé rusínské (ukrajinské) menšiny.
Po volbách do Říšské rady roku 1907, konaných poprvé podle všeobecného a rovného volebního práva, měl Polský klub 55 členů, ovšem z větší části šlo nyní jen o konzervativní křídlo polské politiky, zatímco 17 členů Polské lidové strany utvořilo vlastní poslanecký klub, stejně jako polští sociální demokraté. Po volbách do Říšské rady roku 1911 měl Polský klub 71 poslanců. Až do zániku monarchie představoval početnou a vlivnou parlamentní skupinu.
| Volby   | 1873 | 1879 | 1885 | 1891 | 1897 | 1901 | 1907 | 1911 |
| Mandátů | 49   | 57   | 56   | 58   | 59   | 63   | 55   | 71   |